# Styczeń 2017

## 30 stycznia
- Maroko zostało 55. członkiem Unii Afrykańskiej, 33 lata po wystąpieniu z ówczesnej OJA z powodu uznania przez tę organizację Sahary Zachodniej (aljazeera.com).
- Flamandzki antropomorficzny android „płci żeńskiej” Fran Pepper otrzymał akt urodzenia i obywatelstwo Królestwa Belgii (jako pierwszy robot w tym państwie, a także prawdopodobnie jako pierwszy robot na świecie). (pxl.be, hln.be, telegraaf.nl, bankier.pl)
- IPN opublikował nazwiska ok. 8,5 tys. funkcjonariuszy SS pracujących w czasie II wojny światowej w obozie KL Auschwitz. (dzieje.pl)

## 29 stycznia
- W finale wielkoszlemowego turnieju tenisowego Australian Open Szwajcar Roger Federer pokonał Hiszpana Rafaela Nadala 6:4, 3:6, 6:1, 3:6, 6:3. (atpworldtour.com)
- Zakończyły się, rozgrywane w Dusznikach-Zdroju, mistrzostwa Europy w biathlonie. (dusznikiarena.pl)
- Zakończyły się, rozgrywane w Innsbrucku, mistrzostwa świata w saneczkarstwie. (rodelwm17.at)
- W finale, rozgrywanych we Francji, mistrzostw świata w piłce ręcznej mężczyzn reprezentacja gospodarzy pokonała Norwegię 33:26. (archive.ihf.info)
- W wieku 68 lat zmarł Lech Brański, polski kompozytor i operator dźwięku. (filmpolski.pl)
- Zakończyły się, rozgrywane w Ostrawie, mistrzostwa Europy w łyżwiarstwie figurowym. (isuresults.com)

## 28 stycznia
- W finale wielkoszlemowego turnieju tenisowego Australian Open Amerykanka Serena Williams pokonała swoją siostrę Venus 6:4, 6:4. (wtatennis.com)

## 27 stycznia
- W trwających ponad tydzień pożarach w Chile zginęło o najmniej 10 osób. Spłonęło ok. 300 tys. hektarów lasów oraz dziesiątki osad i małych miejscowości. (tvn24.pl)

## 26 stycznia
- Bulletin of the Atomic Scientits przesunęło wskazówki zegara zagłady o pół minuty. Zegar wskazuje dwie i pół minuty do północy. (bbc.com)
- W tygodniku „Science” ukazała się praca opisująca metodę uzyskania metalicznego wodoru. (science.sciencemag.org)

## 24 stycznia
- 6 osób zginęło w katastrofie śmigłowca ratowniczego, który rozbił się w górach w centralnej części Włoch. (tvn24.pl)

## 21 stycznia
- Co najmniej 32 osoby zginęły, a 50 zostało rannych w katastrofie pociągu, do której doszło na południu Indii. Pociąg jadący z Dżagdalpuru do Bhubaneswar wykoleił się w pobliżu stacji Kuneri w stanie Andhra Pradesh. (tvn24.pl)

## 20 stycznia
- Donald Trump został zaprzysiężony w Waszyngtonie na 45. prezydenta Stanów Zjednoczonych przez prezesa Sądu Najwyższego Johna Robetsa. Wcześniej na 48. wiceprezydenta USA został zaprzysiężony przez Clarence'a Thomasa Mike Pence. Do złożenia przysiąg doszło, zgodnie z tradycją, na Kapitolu. (gazetaprawna.pl, tvn24.pl)
- 16 osób zginęło w wypadku węgierskiego autobusu koło Werony we Włoszech. (tvn24.pl)

## 19 stycznia
- Co najmniej 24 uczniów zginęło, a kilkanaścioro zostało rannych w zderzeniu czołowym ciężarówki z autobusem szkolnym w stanie Uttar Pradesh na północy Indii. (tvn24.pl)
- W Teheranie zawalił się płonący 17-piętrowy budynek Plasco Buiding. Zginęło co najmniej 20 strażaków, którzy prowadzili akcję gaśniczą i zostali uwięzieni w ruinach. (tvn24.pl)
- Adama Barrow został zaprzysiężony na prezydenta Gambii. Do zaprzysiężenia doszło w gambijskiej ambasadzie w sąsiednim Senegalu, ponieważ uprzedni prezydent Yahya Jammeh nie uznał wyników przegranych przez siebie wyborów i ogłosił 17 stycznia stan wyjątkowy. Tego samego dnia do Gambii wkroczyły z interwencją wojska korpusu ekspedycyjnego Wspólnoty Gospodarczej Państw Afryki Zachodniej, złożone z żołnierzy Senegalu, Nigerii, Ghany, Togo i Mali. (gazetaprawna.pl. tvn24.pl, wp.pl, bbc.com)

## 18 stycznia
- Rozpędzona ciężarówka zburzyła kilka domów w północno-zachodnich Chinach. Zginęło 5 osób, w tym kierowca pojazdu[1].
- Co najmniej 9 osób zginęło w wyniku trzęsienia ziemi o magnitudzie 5,6, które wystąpiło w centralnych Włoszech. (tvp.info)

## 17 stycznia
- Ponad 100 osób zginęło, a wiele jest rannych w wyniku omyłkowego zbombardowania przez nigeryjskie lotnictwo obozu uchodźców wewnętrznych na północnym wschodzie Nigerii. Celem operacji miało być terrorystyczne ugrupowanie islamistów Boko Haram. (tvn24.pl)
- Włoch Antonio Tajani został wybrany przewodniczącym Parlamentu Europejskiego (gazeta.pl)
- Kończący swoje urzędowanie prezydent Stanów Zjednoczonych Barack Obama ułaskawił Chelsea Manning, skazaną w 2013 (wówczas jako Bradley Manning) na 35 lat więzienia za wyniesienie tajnych dokumentów amerykańskich, opublikowanych później przez WikiLeaks. (wprost.pl)

## 16 stycznia
- W wyniku katastrofy transportowego Boeinga zginęło ok. 40 osób i czterech członków załogi. Samolot spadł na wioskę w pobliżu lotniska Manas pod Biszkekiem. (tvn24.pl)
- Co najmniej 10 osób zginęło w ataku na punkt kontrolny na południu Egiptu. (wp.pl)

## 15 stycznia
- Odbył się XXV finał Wielkiej Orkiestry Świątecznej Pomocy. (tvn24.pl)
- Portugalka Inês Henriques została pierwszą oficjalną rekordzistką świata w chodzie na 50 kilometrów (dotąd notowano jedynie rekordy mężczyzn na tym dystansie). Podczas mistrzostw kraju uzyskała czas 4:08:26. (iaaf.org)

## 14 stycznia
- W wieku 111 lat zmarł Zhou Youguang, chiński językoznawca, twórca hanyu pinyin – transkrypcji języka chińskiego na alfabet łaciński
- Zakończyła się 38. edycja Rajdu Dakar. (dakar.com)
- Co najmniej 30 osób zmarło w rezultacie walk między rywalizującymi gangami w więzieniu Alcacuz w stanie Rio Grande do Norte, w północno-wschodniej Brazylii (tvn24.pl)
- Zwierzchnikiem Kościoła Starokatolickiego w RP został ks. Artur Wieciński[2].

## 13 stycznia
- Pięć osób zginęło w wyniku pożaru domu w miejscowości Ryczywół w województwie wielkopolskim. (tvn24.pl)

## 11 stycznia
- Co najmniej 25 osób zginęło w powodziach, które od początku stycznia nawiedziły południową Tajlandię. (tvn24.pl)
- Bjarni Benediktsson, polityk Partii Niepodległości, został nowym premierem Islandii. (icelandreview.com)

## 10 stycznia
- Utrzymująca się w Europie środkowo-wschodniej fala mrozów, która napłynęła ze Skandynawii i znad Rosji, spowodowała ponad 60 ofiar śmiertelnych. (wp.pl)

## 9 stycznia
- W wieku 91 lat zmarł w Leeds Zygmunt Bauman, polski socjolog i filozof. (gazeta.pl)

## 8 stycznia
- Norweżka Heidi Weng oraz Rosjanin Siergiej Ustiugow triumfowali w Tour de Ski, prestiżowych wieloetapowych zawodach w biegach narciarskich. (fis-ski.com, fis-ski.com)
- Holender Kai Verbij i Czeszka Karolína Erbanová zwyciężyli w rozegranych w Heerenveen mistrzostwach Europy w łyżwiarstwie szybkim w wieloboju sprinterskim. (isuresults.eu, isuresults.eu)
- Reprezentanci Holandii: Ireen Wüst i Sven Kramer zwyciężyli w rozegranych w Heerenveen mistrzostwach Europy w łyżwiarstwie szybkim w wieloboju. (isuresults.eu, isuresults.eu)

## 7 stycznia
- Reprezentanci Francji, Kristina Mladenovic i Richard Gasquet triumfowali w rozegranym w Perth Pucharze Hopmana, nieoficjalnych mistrzostwach świata tenisowych drużyn mieszanych. (itftennis.com)

## 6 stycznia
- Co najmniej 33 osadzonych w zakładzie karnym Monte Cristo koło miasta Boa Vista w stanie Roraima na północy Brazylii zginęło w rezultacie więziennej rewolty. Zwłoki części ofiar zostały pozbawione głów i poćwiartowane. (tvn24.pl)
- Polak Kamil Stoch triumfował w 65. Turnieju Czterech Skoczni. (fis-ski.com, sportowefakty.wp.pl)

## 4 stycznia
- Islamscy rebelianci zaatakowali więzienie na południu Filipin. Napastnicy chcieli uwolnić swoich towarzyszy, jednak z możliwości uwolnienia skorzystało wielu innych więźniów i łącznie uciekło ponad 150 osadzonych. (tvn24.pl)

## 2 stycznia
- Konflikt grup przestępczych wywołał rewoltę w brazylijskim więzieniu w Manaus w stanie Amazonas, pociągając za sobą 56 ofiar śmiertelnych (tvn24.pl)

## 1 stycznia
- Co najmniej 60 więźniów zginęło podczas buntu i zamieszek, które wybuchły w więzieniu Anisio Jobim w stanie Amazonas na północy Brazylii. Dodatkowo część więźniów uciekła. (tvn24.pl)
- Co najmniej 39 osób zostało zabitych, w tym 16 cudzoziemców w ataku terrorystycznym na klub nocny w Stambule, gdzie ponad 500 osób witało Nowy Rok. 69 osób zostało rannych, cztery w stanie krytycznym[3].
- Co najmniej 23 osoby nie żyją w wyniku pożaru promu z turystami w okolicy Dżakarty w Indonezji. 17 osób jest nadal poszukiwanych, a 10 osób trafiło do szpitala. Uratowano 194 osoby. (wp.pl)
- Zamieszki w Ełku po zabójstwie 21-latka w awanturze przed barem. (tvn24.pl)
- Doris Leuthard objęła urząd prezydenta Szwajcarii. (swissinfo.ch)
- Portugalczyk António Guterres oficjalnie przejął obowiązki sekretarza generalnego Organizacji Narodów Zjednoczonych. (rp.pl)
- Rejowiec, Morawica, Opatówek i Mielno otrzymały status miast. (Dz.U. z 2016 r. poz. 1134)
- W związku z niewystarczająco dokładnym wyliczeniem w przeszłości długości trwania doby oraz ze spowolnieniem tempa obrotu Ziemi na przełomie roku 2016 i 2017 dodano sekundę przestępną. (hpiers.obspm.fr)